# 敬德
敬德，是中國思想史、哲學史上一個很重要的轉捩點。

## 從敬天到敬德的發展

### 敬天
「敬天」就是對超越的上帝的尊敬，殷商文化完全依賴上帝意旨決定人間社會事務之行事，如在殷墟發現的甲骨文，就有「帝其令風」、「帝其令雨」、「帝其降饉」等說話。《禮記》指出「殷人尊神，率民以事神，先鬼而後禮」。

### 歷史的教訓
然而，殷人雖以敬事鬼神為至高無上的事宜，最終卻依然亡國，古人不禁感到「天命靡常」；「天命不易，天難諶。」他們發現單單是「敬天」仍是有問題。

### 先民的選擇
面對「天命靡常」一般有兩條出路，其一、直接認同「天命靡常」，否定天帝的合理性、承認其不公道、不值得尊重，就像如古希臘人對奧林匹斯山上諸神的態度；其二、更加強化對上帝的信念，將種種惡運歸諸於邪惡的力量，於是進一步絕對化對上帝的信仰，如希伯來文化所走的路。可是，中國先民卻走出第三條路，把注意力回歸自身的努力，開出一種反求諸己的精神，遂開出中國幾千年敬德的文化。

### 人格神的觀念淡化
從殷人「敬天」到周人「敬德」，人格神的觀念淡化了，天帝的觀念退居二綫，只是保持其神明不測的超越性，而價值活動的中心，即轉移至人的身上，就是把注意力放在人自身有否修德上。

### 憂患意識
從「敬天」到「敬徳」，背後是反求諸己精神的顯現；用徐復觀先生的說法是「憂患意識」的表現；在「憂患意識」的作用下，不獨是憂慮將來的前景，更重要的是當中那種反求諸己力的承擔意識的自覺，由於這種自覺，乃生起敬德的精神。

## 觀念出處
- 「我不敢知曰，不其延，惟其不敬德，乃早墜厥命」[2]（我不敢說，(殷商)為甚麼不能續其王朝的壽命；但是我所知的，就是他們不敬重德行；所以上天早已墜失其天命。）

- 「惟王其疾敬德，王其德之用，祈天永命。」[2]（只有迅速以敬德為先。如果王敬其德，則天命可以長久勿墜。）